# Monique Williams
Monique Williams, coniugata Dell (Tokoroa, 23 settembre 1985), è un'ex velocista neozelandese.

## Palmarès
| Anno | Manifestazione          | Sede              | Evento          | Risultato  | Prestazione | Note |
| ---- | ----------------------- | ----------------- | --------------- | ---------- | ----------- | ---- |
| 2000 | Mondiali juniores       | Santiago del Cile | 4×400 m         | 8ª         | 3'49"87     |      |
| 2001 | Mondiali allievi        | Debrecen          | 800 m piani     | Semifinale | 2'16"39     |      |
| 2001 | Mondiali allievi        | Debrecen          | Staffetta mista | 7ª         | 2'11"66     |      |
| 2004 | Mondiali juniores       | Grosseto          | 200 m piani     | Batteria   | 24"43       |      |
| 2004 | Mondiali juniores       | Grosseto          | 400 m piani     | Semifinale | 56"13       |      |
| 2006 | Campionati oceaniani    | Apia              | 200 m piani     | Oro        | 23"72       |      |
| 2006 | Campionati oceaniani    | Apia              | 400 m piani     | Oro        | 55"21       |      |
| 2007 | Universiadi             | Bangkok           | 200 m piani     | 7ª         | 24"08       |      |
| 2009 | Universiadi             | Belgrado          | 200 m piani     | Oro        | 23"11       |      |
| 2009 | Mondiali                | Berlino           | 200 m piani     | Semifinale | 22"90       |      |
| 2010 | Giochi del Commonwealth | Nuova Delhi       | 200 m piani     | 6ª         | 23"71       |      |